# Paidia griseola
Paidia griseola là một loài bướm đêm thuộc phân họ Arctiinae, họ Erebidae.